# گولتوفت
گولتوفت (به آلمانی: Goltoft) یک شهر در آلمان است که در اشلسویگ-فلنسبورگ واقع شده‌است. گولتوفت ۲۲۷ نفر جمعیت دارد.